# Карамалькасы
Карамалькасы́ (чув. Карамалькасси) — деревня в Моргаушском районе Чувашской Республики. Входит в состав Кадикасинского сельского поселения.

## География
Находится в северо-западной части Чувашии, на расстоянии приблизительно 11 км на северо-восток по прямой от районного центра села Моргауши.

## История
Известна с 1858 года, когда здесь (тогда околоток села Анат-Киняры) было учтено 110 жителей. В 1906 году отмечено дворов 32 и жителей 181, в 1926 — дворов 53 и жителей 228, в 1939—247 жителей, в 1979—248. В 2002 году было 63 двора, в 2010 — 62 домохозяйства. В 1930 году был образован колхоз «Безбожник», в 2010 действовало ОАО "Птицефабрика «Моргаушская».

## Население
Постоянное население составляло 151 человек (чуваши 98 %) в 2002 году, 159 в 2010.